# Vlag van Kroatië
De vlag van Kroatië is een horizontale driekleur in de kleuren: rood, wit en blauw. In het midden staat het Kroatische wapenschild. De vlag werd op 21 december 1990 aangenomen.

## Ontwerp en symboliek

### Driekleur
Kroatië maakt sinds 1848 gebruik van vlaggen in de kleurencombinatie rood-wit-blauw. Deze drie kleuren zijn de zogeheten pan-Slavische kleuren en komen ook voor in de vlaggen van een aantal andere Slavische staten. Het opnemen van de kleuren rood, wit en blauw in de Kroatische vlag is verre van origineel, niet alleen omdat veel andere Slavische staten deze kleuren in hun vlag hebben, maar ook veel niet-Slavische staten. Zo is de Kroatische vlag zonder wapen bijna identiek aan de Nederlandse vlag. Hierdoor wordt de Kroatische vlag in Kroatië vaak niet als het primaire nationale symbool gezien; die status valt toe aan het nationale wapen.
De Kroatische schrijver Miroslav Krleža (1893-1981) ziet in de driekleur 'de' drie symbolen van de Kroatische geschiedenis en het Kroatische volk: rood staat voor het bloed van de Kroatische martelaren, wit voor de vredelievendheid van de Kroaten en blauw voor de Kroatische onderwerping aan God.

### Wapen
Het wapen van Kroatië is het onderscheidingskenmerk van de Kroatische vlag en bestaat uit één groot schild en vijf kleine schilden die samen een kroon boven het grote schild vormen. Het grote schild toont een rood-wit schaakbordpatroon dat bestaat uit dertien rode en twaalf zilveren (witte) velden. Het staat bekend als šahovnica ("schaakbord", van šah, Kroatisch voor "schaken"). Het schaakbordpatroon weerspiegelt het uiterlijk van de kievitsbloem, die soms geassocieerd wordt met het wapen. De vijf kleinere schilden symboliseren de vijf regio's die samen Kroatië vormen. Dat zijn, van links naar rechts: Zagreb en omgeving, Dubrovnik en omgeving, Dalmatië, Istrië en Slavonië.

Wapenschild van Zagreb
Wapenschild van Dubrovnik
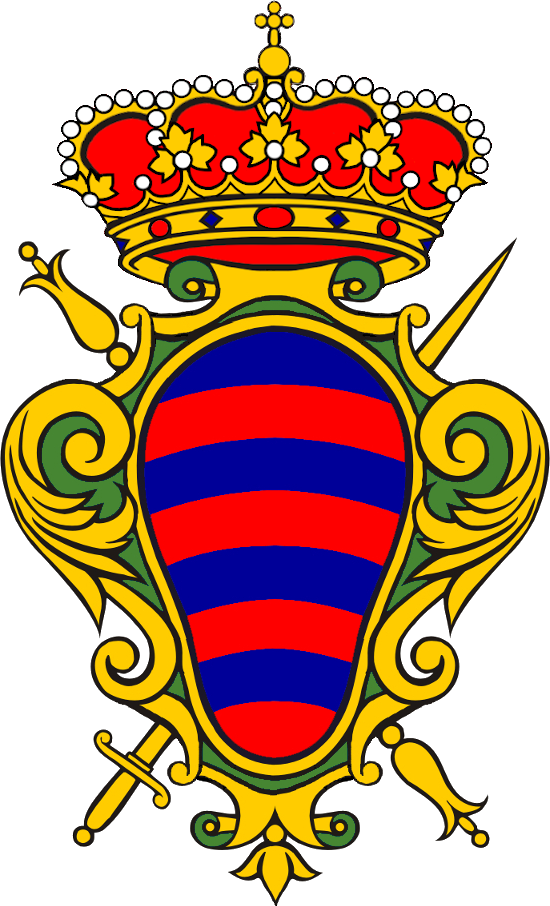
Variant op het wapenschild van Dubrovnik
Wapenschild van Kroatië
Wapenschild van Dalmatië
Wapenschild van Istrië
Wapenschild van Slavonië

### Kleuren
De volgende kleuren zijn voorgeschreven:
| Systeem | Rood        | Wit               | Cyaan          | Blauw         | Geel       | Zwart           |
| ------- | ----------- | ----------------- | -------------- | ------------- | ---------- | --------------- |
| Pantone | 186 C       | transparent white | Process Cyan C | Reflex Blue C | 108 C      | Process Black C |
| CMYK    | 0-100-100-0 | 0-0-0-0           | 100-0-0-0      | 100-82-0-2    | 0-6-95-0   | 0-0-0-100       |
| RGB     | 255-0-0     | 255-255-255       | 0-147-221      | 23-23-150     | 247-219-23 | 0-0-0           |

## Geschiedenis en historische vlaggen
Historisch gezien zijn de kleuren van de Kroatische vlag op de vlag van Frankrijk gebaseerd, hetgeen teruggaat tot de periode 1809-1815, toen Frankrijk delen van de Kroatische kust annexeerde. Een niet-bewezen theorie zoekt de oorsprong nog verder terug: rood en wit zouden staan voor twee middeleeuwse Kroatische koninkrijken (gelegen in Centraal-Kroatië en Bosnië (rood) en Dalmatië (wit)) en blauw voor een voormalig Slavonisch koninkrijk. De kleurencombinatie rood-wit-blauw is (zoals hierboven vermeld) echter pas sinds 1848 in gebruik.
Kroatië behoorde tot 1918 tot Oostenrijk-Hongarije en tussen 1918 en 1991 tot Joegoslavië. De vlag in de huidige vorm is in gebruik sinds 21 september 1990, tien maanden voordat het land zijn onafhankelijkheid proclameerde. Daarvoor, toen het land deel uitmaakte van Joegoslavië, was zijn driekleur dezelfde, maar had deze een vijfpuntige ster met een gele rand in plaats van het wapenschild in het midden van de vlag. De vlag werd op 18 januari 1947 officieel aangenomen.
In de Tweede Wereldoorlog was Kroatië gedurende enkele jaren een vazalstaat van Duitsland, onder de naam Onafhankelijke Staat Kroatië. Het land voer toen een vlag die in grote lijnen lijkt op de huidige, met in de linkerbovenhoek de letter 'U', die verwijst naar de Ustašabeweging.
De huidige vlag werd ingevoerd op 22 december 1990, tien maanden voordat het land zich onafhankelijk van Joegoslavië verklaarde.

? Vlag van het Koninkrijk Kroatië en Slavonië binnen Oostenrijk-Hongarije (1867-1918)
? idem, met wapen
? Vlag van de Banovina van Kroatië (1939-1941)
? Onafhankelijke Staat Kroatië (1941-1945)
? SR Kroatië als deelrepubliek van Joegoslavië (1945-1990)
? Vlag van Kroatië (25 juli-21 december 1990)